# 阪神501形電車

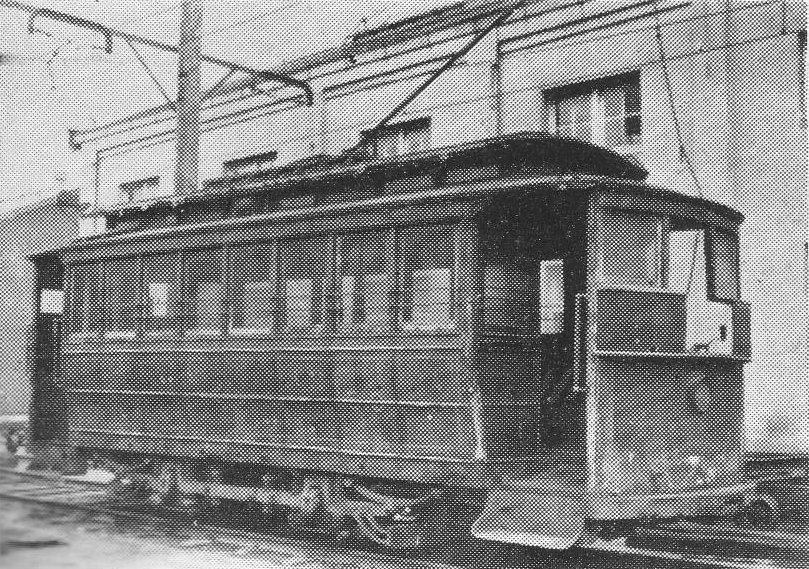
510

阪神501形電車（はんしん501がたでんしゃ）は、かつて阪神電気鉄道が保有していた路面電車車両で、北大阪線開業に際して製造された、同社が所有した旅客車では唯一の四輪単車であった。

## 概要
阪神初の支線として1914年8月に野田 - 天神橋筋六丁目間で開業した北大阪線用の路面電車車両として、1913年暮れから1914年にかけて木造4輪単車の501形が18両製造された。製造は名古屋の築港車輌で、当初は24両の予定であったが、計画変更で製造両数が20両となり、そこからさらに縮小されて18両の製造となった。

## 車体
路面電車タイプの両運転台車で、車体は木製、全長約7.9m、屋根はモニタ屋根、客室とデッキの間には扉があるが、乗降口には扉がない。前面も当初はベスチビュール（前面窓）なしで計画されていたが、製造時には上半部に窓ガラスを取り付けられ、右窓内に方向幕を装備した。しかし、ポール操作の関係上3枚窓の中央は欠きとられており、窓の下半部は手ブレーキ操作のため四角の穴が開けられていた。

## 主要機器
台車及び電装品は、台車はブリル21-Eを履き、モーターは出力18.7kWのGE-54Aを2個搭載し、制御器は直接制御のGE製のB-18を装備し、ブレーキは電気ブレーキと手ブレーキを使用した。集電装置は、1形同様のダブルポールであったほか、全線併用軌道を走行する関係で前面に救助網を装備した。

## 車両不足時の余剰車
501形は、1914年8月19日の北大阪線開通に際して、野田駅構内に新設された野田車庫に18両が配属されて予定通り北大阪線運用に充当された。しかし、1916年に8両が廃車となり、他社へ譲渡された。1921年には本線で余剰となった51形が北大阪線に転属して501形と共通使用されるようになった。
1916年9月14日付けで511~518の8両が廃車されたが、阪神の社史にも当初から10両製造とされており、8両に関する資料は残っていない。しかし、そのうちの1両が王子電気軌道に譲渡されて同社の7号になったという話が残っているほか、1926年設計認可で福博電車に1両が譲渡されて同社の169号になったという記録が残っている。
この時期の阪神本線は乗客数が急上昇していたが、車両の増備も第一次世界大戦の影響で台車や電装品などの輸入が困難であり、501形は低速の四輪単車で本線の高速走行に全く不向きなことから、車両不足にもかかわらず501形を廃車せざるを得なかった。

## 改良、そして置換
1920年には、吹きさらしであった前面窓中央にも窓を取り付けたほか、窓下部の開口部にカバーを取り付けた。ただし、中央部分はポール操作のために開口部となっており、その左右に取り付けられたカバーはブレーキハンドル操作のために大きく張り出しており、高運転台風の前面窓と併せて一種異様な前面を形作ることとなった。その後、時期は不明であるが制御装置をGE-18Aに換装したほか、1929年には大阪駅貨客分離に伴う梅田貨物線開業のために立体交差を余儀なくされることから、鉄道省からの補助金でSM-3空気ブレーキを追設、同時にDH-10コンプレッサーを搭載した。
こうして、改良を重ねながら北大阪線で使用されてきた501形であるが、時代が大正から昭和に変わるとともに沿線の開発も進み、四輪単車の501形では輸送力が不足するようになった。同じ1929年の31形の新造に伴い、第一線を退いて予備車となったが、再起することなく1933年3月全車廃車された。廃車翌年の1934年には6両が阪堺電気鉄道に譲渡され、同社の51形51~56となった。この他、502と510の2両が前面窓の撤去や抵抗器の増設などの改造を施されて、車庫内における入替車となった。